# Akai Electric Company
Az Akai Electric Company, Ltd. az 1973-ban elhunyt Saburo Akai által 1929-ben, Japánban alapított szórakoztató elektronikai termékeket gyártó cég. A székhelye jelenleg Szingapúrban található, és a Grande Holdings leányvállalata, amelyhez a Nakamichi és a Sansui is tartozik. Az Akai azt is jelenti: piros. Ennek megfelelően régebben egy piros pont is volt a logóban a felirat mellett. A cég az utóbbi időben már több ország partnercégein keresztül is forgalmaz.
2013 óta tableteket, okostelefonokat is gyárt a szórakoztató elektronikai cikkek mellett.

## További márkák
• Navon
• Lenovo

## Története
Az Akai termékei között szerepelt szalagos magnetofon (pl. GX sorozat), kazettás magnó (csúcskészülékek a GX és TFL, középszintű a TC, HX és CS sorozat), tuner, erősítő, videómagnó, hangfalak és szintetizátorok. Az Akai gyártotta a '70-es években nagyon népszerű 8 csatornás szalagos magnókat a legjobb minőségben. A leghíresebb modellek CR-80 sorozat, amelyet 35 év után még sokan használnak.
Az Akai gyakran használta a Roberts nevet az Amerikai Egyesült Államokban, A&D-t Japánban és a Tensai-t Nyugat-Európában. A '60-as években adoptálták a Tandberg cross field recording technológiát (extra fej használatával) hogy extra magas frekvenciás hangok is rögzíthetővé váljanak. Az Akai gyártotta az exportra szánt HIFI készülékeket Tensai néven, svájci viszonteladójuk a Tensai International neve után. Ez volt az Akai exkluzív viszonteladója Svájcban és Nyugat- Európában 1988-ig.
Az Akai a '80-as években videórekordereket gyártott. A VS-2 az első magnó, amely rendelkezett az OSD funkcióval, vagyis amikor az aktuális megjelenítendő információt (például a programozást, számlálót) a televízió képernyőjére is kiírta. Ezt eredetileg Monitor System-re keresztelték, később kapta az On-Screen Display nevet. Néhány éven belül az összes gyártó átvette e funkció alkalmazását.
2003-ban Az Akai megpróbált néhány videotechnikai terméket forgalmazni, melyeket a Samsung gyártott, valamint porszívókat, víztisztítókat, hűtőket.

## Termékei
- Akai AJ–360 H
- Akai AJ–350
- Akai VS–37
- Akai TAB-7800
- Akai PHA-2880   Mobiltelefon
- Akai Glory O3   Mobiltelefon
- Akai Glory G5   Mobiltelefon
- Akai Glory O5   Mobiltelefon
- Akai Glory G3   Mobiltelefon
- Akai eco e2 Mobiltelefon
- Akai TAB-9800